# Ruth Grossenbacher

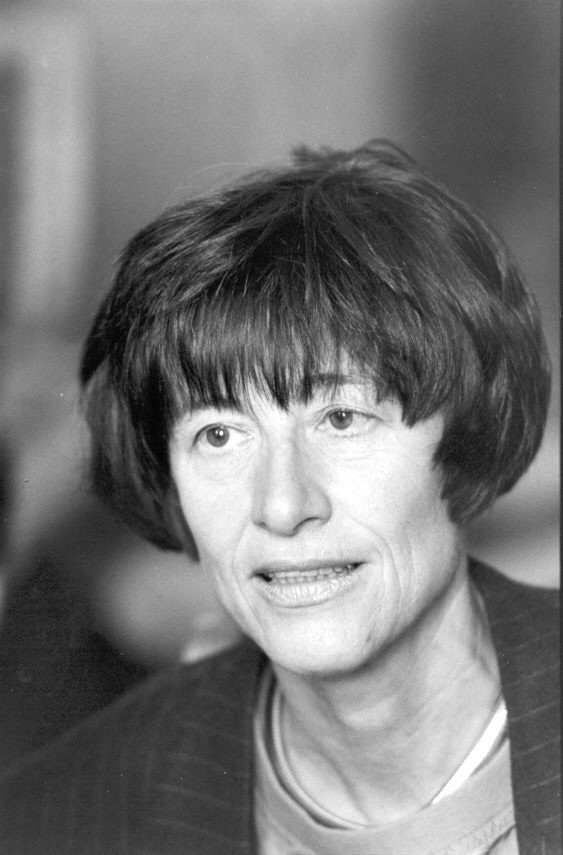
Ruth Grossenbacher-Schmid em 1992

Ruth Grossenbacher-Schmid (nascida em 13 de setembro de 1936 na Cidade do Cabo, África do Sul; originalmente de Obererlinsbach, cantão de Solothurn ) é uma política suíça do Partido Democrata Cristão (CVP). Ela foi membro do Conselho Nacional do cantão de Solothurn de 1991 a 1999.

## Vida
Ruth Schmid nasceu em 1936 como a mais nova das três filhas de uma família suíça na Cidade do Cabo, África do Sul. O seu pai emigrou para a África do Sul em 1921, onde participou na construção de uma fábrica de calçado para a luxuosa casa suíça Bally. A família voltou para a Suíça em 1946 e o pai de Schmid trabalhou então na sede da Bally em Schönenwerd, no cantão de Solothurn. Depois de estudar e se casar, Ruth Grossenbacher trabalhou por vinte anos como professora de inglês numa escola profissionalizante.
Ruth Grossenbacher-Schmid é casada e mãe de duas filhas. A sua primeira filha nasceu com um defeito cardíaco grave e morreu durante uma operação aos 6 anos de idade.

## Carreira política
Em 1973, dois anos após a introdução do sufrágio feminino no cantão de Solothurn, Grossenbacher foi eleita para o conselho comunal de Niedererlinsbach. Mais tarde, ela foi membro do Conselho Constitucional de Solothurn. De 1986 a 1991, ela foi a segunda presidente da secção de mulheres suíças do Partido Democrata Cristão. Com a sua proposta, o CVP tornou-se o primeiro partido popular a introduzir uma cota mínima de 1/3 de mulheres nos seus conselhos até o final de 1991. No mesmo ano, Grossenbacher tornou-se deputada no Conselho Nacional, onde se destacou nas áreas da política educacional, social e cultural. Em 1994, ela actuou como observadora eleitoral das Nações Unidas na África do Sul. Além disso, foi presidente da organização Pro Familia Schweiz, que promove a convivência com a família nos locais de trabalho. A preocupação de Grossenbacher com as questões das mulheres, minorias e pessoas desprivilegiadas foi parte essencial do seu longo compromisso social e político.
Depois de deixar o Conselho Nacional em 1999, Grossenbacher assumiu várias outras funções, incluindo a presidência da Solothurn Film Festival Society e do Departamento Federal de Relações Externas.
 